# 德羅比什夫
51°56′55″N 33°20′14″E / 51.94861°N 33.33722°E
德羅比什夫（烏克蘭語：Дробишів），是烏克蘭的村落，位於該國北部切爾尼戈夫州，由諾夫哥羅德-謝韋爾斯基區負責管轄，始建於1200年，面積0.53平方公里，海拔高度132米，2001年人口191，人口密度每平方公里360.38人。